# Thomas Welch
(en) Statistiques sur pro-football-reference
Dwayne Thomas Wlech Jr (né le 19 juin 1987 à Brentwood) est un joueur américain de football américain.

## Enfance
Welch étudie à la Brentwood High School de sa ville natale et joue dans l'équipe de football américain de son lycée.

## Carrière

### Université
Recruté par l'université Vanderbilt, il fait sa saison de redshirt en 2005 comme tight end. En 2006, il est changé au poste d'offensive tackle après de nombreuses blessures de joueurs de la ligne offensive. En 2008, il joue tous les matchs de la saison comme titulaire et en débute onze la saison suivante.

### Professionnel
Thomas Welch est sélectionné au septième tour du draft de la NFL de 2010 par les Patriots de la Nouvelle-Angleterre au 208e choix et signe le 4 juin, un contrat de quatre ans avec les Patriots. Le 4 septembre 2010, il n'est pas gardé dans l'effectif final pour l'ouverture de la saison et se voit offrir une place dans l'équipe d'entrainement mais il refuse cette proposition.
Le 6 septembre, il accepte une proposition des Vikings du Minnesota d'intégrer leur équipe d'entrainement. Après la treizième journée de la saison, il est appelé dans l'équipe active après la blessure de Steve Hutchinson, mis sur la touche jusqu'à la fin de la saison. Néanmoins, il ne joue aucun match.
Le 5 septembre 2011, les Patriots font signer Welch dans leur équipe d'entraînement et il est intégré dans l'équipe active le 12 septembre.
En 2012, il signe avec les Bills de Buffalo.

## Palmarès
Néant